# Salvatore Satta
Salvatore Satta (Nuoro, 9 agosto 1902 – Roma, 19 aprile 1975) è stato un giurista e scrittore italiano.
Fu uno dei più grandi giuristi italiani - immensa la sua opera sulla procedura civile - e tra i più grandi narratori la cui produzione narrativa venne scoperta e pubblicata postuma. .

## Biografia
Giovanni Salvatore, noto come Salvatore, era l'ultimo figlio del notaio Salvatore Giovanni Paolo Satta (parente del poeta Sebastiano Satta) e di Valentina Mariantonia Galfrè. Dopo aver frequentato il Liceo ginnasio statale Giorgio Asproni di Nuoro, conseguì la licenza liceale a Sassari presso il Liceo "Azuni" nel 1920, laureandosi poi nella stessa città in giurisprudenza nel 1924, con tesi sul Sistema revocativo fallimentare, relatore Lorenzo Mossa.

### Carriera universitaria
Allievo e assistente di Marco Tullio Zanzucchi, conseguita la libera docenza in diritto processuale civile nel 1932, vincitore del concorso a professore straordinario nello stesso anno, iniziò la sua carriera accademica presso la facoltà di giurisprudenza dell'Università di Camerino, per poi passare nel 1934 in quella dell'Università di Macerata. Divenuto ordinario nel 1937, passò all'Università di Padova (1937), poi a Genova (1938-1958), con un intervallo all'Università di Trieste fra il 1943 e il 1947. Nel periodo della Repubblica di Salò Satta approfittò della possibilità offerta ai professori universitari allontanatisi dalle loro città a causa di eventi bellici di insegnare anche in altri atenei, al fine di potersi rifugiare nella regione cui era originaria la moglie. Giacché il titolare della cattedra di diritto processuale civile Virgilio Andrioli era nell'impossibilità di allontanarsi da Roma, l'incarico fu attribuito in via temporanea a Satta. Dopo la fine della guerra Satta con una procedura informale fu eletto dal corpo docente rettore dell'ateneo triestino, carica che in seguito fu ratificata dal Governo militare alleato (ma modificandola in quella di prorettore). Infine fu chiamato alla facoltà di giurispudenza dell'Università La Sapienza di Roma (1958-1975), cui fu anche preside dal 1965 al 1966. Nell'ateneo romano in una prima fase tenne la cattedra di diritto fallimentare, poi dal 1962 quella di diritto processuale civile, che lasciò nel 1972 a seguito del collocamento fuori ruolo. Nel 1973 fu eletto socio dell'Accademia Nazionale dei Lincei.
Per la peculiarità delle sue tesi, a differenza di altri docenti della stessa materia, Satta non può considerarsi un vero e proprio caposcuola. Tra i suoi assistenti, Lucio Lanfranchi, Francesco Cordopatri, Carmine Punzi, Romano Vaccarella, Girolamo Bongiorno, Ferdinando Mazzarella, Girolamo Monteleone, Dario E. M. Consoli, Carlo Alberto Nicoletti e soprattutto Antonio Nasi, l'allievo che gli fu più vicino.
Sposò nel 1939 Laura Boschian, assistente alla cattedra di Letteratura Russa a Padova, dalla quale ebbe due figli, Filippo e Luigi (Gino). Il primo seguì le orme del padre, optando per il diritto amministrativo e costituzionale, il secondo, laureato in Fisica, insegnò Fisica Superiore all'Università degli Studi dell'Aquila, quindi Fisica II alla Sapienza.

### La codificazione
Nel 1938 fu chiamato dall'ufficio legislativo del Ministero della Giustizia a far parte della commissione per il codice di commercio. A seguito della scelta dell'unificazione del diritto privato, l'ipotesi di varare il codice di commercio fu abbandonata, e con gli opportuni adattamenti i materiali predisposti confluirono nei libri IV e V del codice civile del 1942 e nella la legge fallimentare approvata lo stesso anno. Negli scritti giuridici successivi, Satta prese le distanze dalla legge fallimentare, probabilmente perché le soluzioni da lui proposte non furono prese in considerazione dagli altri membri della commissione presieduta da Alberto Asquini. Non partecipò ai lavori per il codice di procedura civile, probabilmente perché le sue vedute erano notoriamente divergenti rispetto a quelle degli studiosi come Francesco Carnelutti e Piero Calamandrei che predisposero il testo del codice. Tuttavia con Calamandrei intrattenne rapporti di sincera amicizia, contrassegnata da frequenti scambi epistolari. A partire dal 1946 fu chiamato a far parte di numerose commissioni ministeriali per la revisione del codice di procedura civile o per la predisposizione di circolari.

### Opere giuridiche
Nei suoi anni universitari pubblicò numerosi studi giuridici, tra cui il più importante è un monumentale Commentario al codice di procedura Civile, un'opera in sette volumi che ne hanno fatto uno dei più noti processualcivilisti italiani del secondo dopoguerra. Nel 1948 viene pubblicato il manuale "Diritto processuale civile", a lungo adottato come libro di testo in numerose università italiane. L'opera è giunta alla XIII edizione, costantemente aggiornata dopo la scomparsa dell'autore da Carmine Punzi.
Molto apprezzate anche le sue "Istituzioni di diritto fallimentare", pubblicate nel 1948, divenute poi il più ampio manuale "Diritto fallimentare" la cui prima edizione, per la casa editrice Cedam, uscì nel 1974. Il manuale fu aggiornato, dopo la morte di Satta, da Romano Vaccarella e da Francesco Paolo Luiso.
Tra il 1974 e il 1975 collabora con il quotidiano Il Tempo pubblicando una serie di articoli sulla magistratura e su temi politici. All'epoca del referendum sul divorzio del 1974, Salvatore Satta si schiera per il sì all'abrogazione della legge del 1970, sostenendo l'indissolubilità, anche civile, del matrimonio.
Colpito da un tumore, Salvatore Satta muore a Roma il 19 aprile 1975.

## Lo scrittore
Si deve alla sua famiglia se Salvatore Satta è conosciuto anche come romanziere: dopo la sua morte la famiglia riprese le vecchie carte del giurista, scoprendovi il dattiloscritto de Il giorno del giudizio (in seguito venne trovato, nelle pagine di una vecchia agenda, anche il manoscritto). Satta aveva iniziato a scriverlo nel 1970, riesumando nella sua memoria le immagini degli abitanti, ormai quasi tutti morti, che "vivevano" a Nuoro, la città della sua infanzia. Il libro è una sfilata di personaggi di cui lo scrittore traccia una minuziosa indagine psicologica, a partire dal padre notaio finendo per tutto il contorno cittadino, in una rievocazione a metà tra lo Spoon river e la danza macabra.
Il "romanzo" pubblicato postumo nel 1977 dalla Casa Editrice Cedam, e inizialmente ignorato, diventa un caso letterario  pochi anni dopo, quando viene ripubblicato dalla Adelphi (1979). Tradotto in diciannove lingue, è considerato un'opera letteraria di grande spessore e riscuote ampi consensi da parte della critica più qualificata.
Altre opere sono La veranda, originata dall'esperienza vissuta in un sanatorio di Merano, che, partendo dalla descrizione del dolore e della malattia propria e altrui all'interno della struttura, racconta l'acquisizione di una nuova sensibilità nei confronti della condizione umana, e De Profundis, affresco sulla triste condizione umana, nato dalle riflessioni sulla negativa esperienza maturata durante il periodo del secondo conflitto mondiale.
Mia indissolubile compagna. Lettere a Laura Boschian 1938-1971, l'epistolario (120 lettere manoscritte inedite, più altri 71 documenti, anch'essi inediti), a cura di Angela Guiso, è l'ultima opera pubblicata nel dicembre del 2017.

## Opere

### Diritto
- Contributo alla dottrina dell'arbitrato, Milano, Giuffrè, 1932.
- La rivendita forzata, Milano, Giuffrè, 1933.
- L'esecuzione forzata, Milano, Giuffrè, 1937.
- Teoria e pratica del processo, Milano, Giuffrè, 1940.
- Guida pratica per il nuovo processo civile italiano, Milano, Giuffrè, 1941.
- Manuale di diritto processuale civile, Padova, Cedam, 1948.
- Istituzioni di diritto fallimentare, Roma, Società Editrice del "Foro Italiano", 1948.
- Diritto processuale civile, 1948.
- Commentario al codice di procedura civile, Milano, Vallardi, 1959-71.
- Soliloqui e colloqui di un giurista, Padova, Cedam, 1968.
- Quaderni del diritto e del processo civile, 1969-73.
- Diritto fallimentare, 1974.
- Il mistero del processo, Milano, Adelphi, 1994 (postumo).

### Narrativa e altri saggi
- De profundis, Cedam, 1948 (rist. Adelphi, 1980; Ilisso Edizioni, 2003)
- Il giorno del giudizio, Cedam, 1977 Premio Comisso Narrativa,[12], (rist. Adelphi, 1979; Euroclub, 1979; Gruppo Editoriale Fabbri-Bompiani-Sonzogno-Etas, 1982)
- La veranda, Adelphi, 1981. (rist. Euroclub, 1982; Ilisso Edizioni, 2002)
- Mia indissolubile compagna. Lettere a Laura Boschian 1938-1971 (lettere inedite, a cura di Angela Guiso); Ilisso, 2017
- Lettere a Piero Calamandrei, 1939-1956, a cura di Angela Guiso e Carlo Felice Casula, Il Mulino, 2020